# Christoph Gottlieb Fröber
Christoph Gottlieb Fröber (* 27. August 1704 in Langhennersdorf; † 14. Mai 1759 in Delitzsch) war ein deutscher Kantor und Komponist.

## Leben
Er studierte von 1726 bis 1731 an der Universität Leipzig und nahm während dieser Zeit Privatstunden bei Johann Sebastian Bach. Er war gleichzeitig im dortigen Collegium Musicum von Georg Balthasar Schott (bis 1729, danach unter Bach) tätig. Am 15. April 1729 (Karfreitag) wurde eine Brockes-Passion unter seiner Regie in der Neukirche in Leipzig aufgeführt, aber seine Bewerbung für den vakanten Organistenposten der Kirche war im folgenden Monat erfolglos, das Amt ging an Carl Gotthelf Gerlach. Ab 1731 war er Kantor in Delitzsch. Dort rief er ebenfalls ein Collegium Musicum nach dem Leipziger Modell ins Leben.

## Werk
- Brockes-Passion 1729